# 物事
| ウィキペディアには「物事」という見出しの百科事典記事はありません（タイトルに「物事」を含むページの一覧/「物事」で始まるページの一覧）。 代わりにウィクショナリーのページ「ものごと」が役に立つかもしれません。 |